# Museu Artizon
El Museu Artizon (アーティゾン美術館, Aatizon Bijutukan), fins a l'any 2015 Museu d'Art Bridgestone (japonès: ブリヂストン美術館, Burijisuton Bijutsukan) és un museu d'art de Tòquio (Japó). El museu va ser fundat el 1952 pel fundador de Bridgestone Pneumàtic Co., Ishibashi Shojiro (el nom familiar seu significa pont de pedra). Les col·leccions del museu inclouen Impressionistes, post-Impressionistes i art del segle XX d'artistes japonessos, europeus i americans, així com obres ceràmiques de la Grècia Antiga. El museu està localitzat en la seu de l'empresa Bridgestone a Chūō, Tòquio.
El museu va tancar les portes el 18 de maig de 2015 per tal de poder fer la construcció d'un edifici nou i es va reobrir el 2020 passant a anomenar-se Museu Artizon. Durant aquesta clausura diverses obres de la col·lecció del museu han estat prestades a d'altres institucions.

## Selecció d'artistes

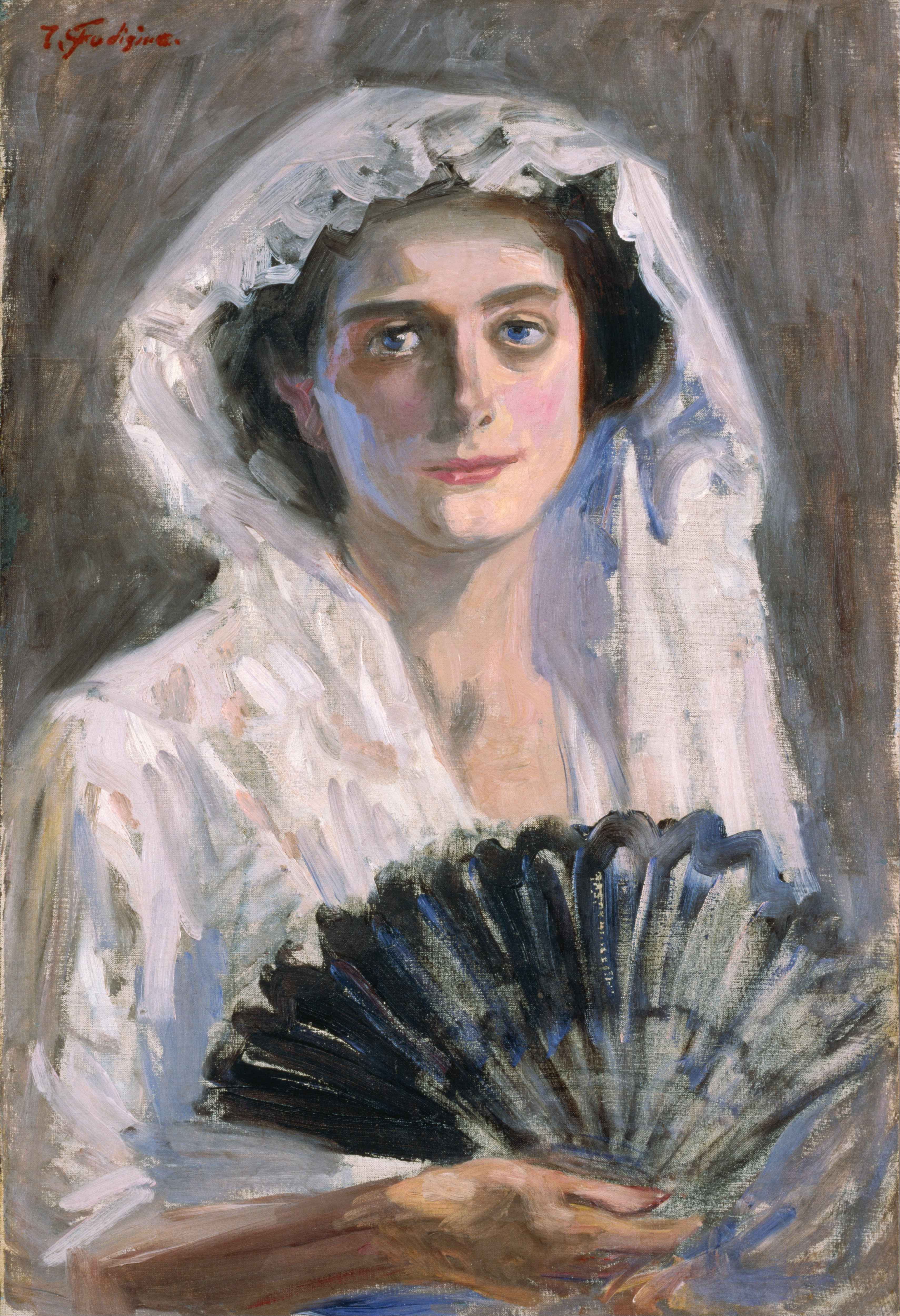
El Vànol negre (1908) de Takeji Fujishima 黒扇 es troba al Museu d'Art de Bridgestone

- Edgar Degas
- Pierre-Auguste Renoir
- Camille Pissarro
- Édouard Manet
- Vincent van Gogh
- Paul Gauguin
- Gustave Moreau
- Paul Cézanne
- Claude Monet
- Amedeo Modigliani
- Maurice Denis
- Georges Rouault
- Pablo Picasso
- Paul Klee
- Narashige Koide
- Tsuguharu Foujita
- Fujishima Takeji[8]
- Shigeru Aoki